# Somera watsoni
Somera watsoni är en fjärilsart som beskrevs av Alexander Schintlmeister. Somera watsoni ingår i släktet Somera och familjen tandspinnare. Inga underarter finns listade i Catalogue of Life.